# AZS Lublin (koszykówka mężczyzn)
AZS Lublin – polski klub koszykarski, od sezonu 2014/2015 występuje w II lidze pod nazwą Interbud AZS UMCS Lublin. Przez pięć sezonów zespół występował w ekstraklasie.
Po raz pierwszy AZS awans do najwyższej klasy rozgrywkowej wywalczył w sezonie 1990/1991, jednak jako beniaminek uzyskał bilans 4–28 i zajął ostatnie, dwunaste miejsce w tabeli. Sezon 1992/1993 AZS zakończył rozgrywki na 1. miejscu i z przewagą własnego parkietu przystąpił do rywalizacji w playoff, gdzie w finale pokonał Polonię Przemyśl w dwóch meczach i ponownie uzyskał awans do ekstraklasy. Do rozgrywek zespół przystąpił pod nazwą AgroFar AZS Lublin, a mecze w roli gospodarza rozgrywał w hali MOSiR przy al. Zygmuntowskich. W 1994 po zakończeniu fazy zasadniczej AZS zajął 8. miejsce, premiowane udziałem w playoff, gdzie w I rundzie zmierzył się z późniejszym mistrzem kraju Śląskiem Wrocław, ulegając 0–3. Ostatecznie sezon 1993/1994 AZS zakończył na szóstym miejscu, pokonując Zastal Zieloną Górę w meczu o miejsca 5–8 i ulegając w dwumeczu o miejsca 5–6 ASPRO Wrocław.
Mimo dalszych występów w Lublinie, przed rozpoczęciem kolejnego sezonu klub zmienił nazwę na AgroFar Kraśnik, ze względu na siedzibę firmy w tym mieście, jednak z powodu problemów finansowych zespół zmuszony był wycofać się z rozgrywek po rozegraniu czternastu kolejek. AZS z kolei w sezonie 1994/1995 przystąpił do rozgrywek o mistrzostwo III ligi i uzyskał awans do zaplecza ekstraklasy. Po trzech kolejnych latach występów na tym poziomie rozgrywek zespół w rundzie zasadniczej zajął 1. miejsce i w finale playoff o wejście do PLK pokonał Mitex Kielce 2–0 w systemie best-of-three. W drugim decydującym o awansie meczu, AZS pokonał Mitex 90:85 po dogrywce. W klubie występującego wówczas pod nazwą AZS Ekoklinkier, grali między innymi wychowankowie Wojciech Szawarski, Marek Miszczuk i Michał Ignerski.
Na parkietach ekstraklasy zespół występował jako AZS Lubelski Węgiel, AZS Lubella i Perła Lubella AZS. Sezon 2000/2001 był ostatnim w PLK. W kolejnych latach klub występował na drugim, a w sezonie 2004/2005 już na trzecim poziomie rozgrywek. W 2005 doszło do fuzji ze Startem, a klub przybrał nazwę Start AZS Lublin, którą nosił przez trzy kolejne sezony, po czym sekcja koszykówki AZS została rozwiązana. 
Przed rozpoczęciem sezonu 2013/2014 sekcję reaktywowano pod nazwą AZS UMCS Lublin i zgłoszono do rozgrywek o mistrzostwo III ligi. W sierpniu 2014 zespół otrzymał licencję na występy w II lidze.

## Zawodnicy zagraniczni w klubie
| Zawodnik             | Narodowość     | Lata występów        | Liczba meczów | Średnia punktów | Źródło |
| -------------------- | -------------- | -------------------- | ------------- | --------------- | ------ |
| Aleksander Koczergin | ZSRR           | 1989–1990            | 20            | 10,8            | [ 17 ] |
| Genadij Łozgaczow    | ZSRR / Ukraina | 1990–1991, 1994–1995 | 51            | 15,5            | [ 18 ] |
| Jurij Kosenko        | Rosja          | 1991–1992            | 32            | 25,6            | [ 19 ] |
| Andriej Biereżyński  | Ukraina        | 1992–1994, 1997–1998 | 64            | 19,7            | [ 20 ] |
| Nikołaj Dierewiankin | Ukraina        | 1993–1994            | 32            | 19,7            | [ 21 ] |
| Igor Czigrinow       | Ukraina        | 1995–1996            | 29            | 13,5            | [ 22 ] |
| Milan Smiljanić      | Jugosławia     | 1996–1997            | 13            | 12,1            | [ 23 ] |
| Hijr Sabree          | USA            | 1996–1997            | 10            | 13,7            | [ 24 ] |
| Zoran Vranjevać      | Jugosławia     | 1996–1997            | 3             | 3,3             | [ 25 ] |
| Robert Shepherd      | USA            | 1997–1999            | 63            | 17,2            | [ 26 ] |
| Oleg Czernositow     | Ukraina        | 1997–1998            | 5             | 13,4            | [ 27 ] |
| Juwan Oldham         | USA            | 1997–1998            | 1             | 0,0             | [ 28 ] |
| Nathan Smith         | USA            | 1998–1999            | 11            | 8,2             | [ 29 ] |
| Bryan Vukelich       | USA            | 1998–1999            | 24            | 8,9             | [ 30 ] |
| Branislav Vicentić   | Jugosławia     | 1998–2000            | 66            | 16,0            | [ 31 ] |
| Nemanja Danilović    | Jugosławia     | 1999–2000            | 37            | 7,7             | [ 32 ] |
| Konstantin Furman    | Ukraina        | 1999–2000            | 18            | 17,0            | [ 33 ] |
| Zoran Marković       | Jugosławia     | 1999–2000            | 3             | 4,7             | [ 34 ] |
| Denis Petenew        | Rosja          | 1999–2000            | 16            | 7,8             | [ 35 ] |
| Jason Murdock        | USA            | 1999–2001            | 48            | 14,7            | [ 36 ] |
| Srdjan Helbich       | Chorwacja      | 2000–2001            | 18            | 10,0            | [ 37 ] |
| Aleksandar Nikolić   | Jugosławia     | 2000–2001            | 22            | 22,9            | [ 38 ] |
| Jovan Sirovina       | Jugosławia     | 2000–2001            | 23            | 7,6             | [ 39 ] |
| Tracey Walston       | USA            | 2000–2001            | 6             | 11,8            | [ 40 ] |
| Joe Penberthy        | USA            | 2001–2002            | 19            | 13,8            | [ 41 ] |